# Aula (kommunikationsplatform)
 For alternative betydninger, se Aula. (Se også artikler, som begynder med Aula)
Aula er en dansk kommunikationsplatform, der fra 2019 eller 2020 (alt efter kommune) er "kommunikationsplatformen til folkeskoler, SFO'er og dagtilbud" i alle Danmarks folkeskoler og i dagtilbud i 97 kommuner. Aula erstatter SkoleIntra.
Aula blev idriftsat i næsten alle folkeskoler i uge 43. I løbet af første kvartal 2020 vil de første dagtilbud kunne tage Aula i brug, og implementeringen på dagtilbudsområdet vil være færdig ved sommerferien 2020. Dagtilbuddene i 97 af landets kommuner vil tage platformen i brug i 2020.

## Historie
Udviklingen af Aulaprojektet blev besluttet af den daværende regering og KL i 2014 i regi af det såkaldte Brugerportalsinitiativ, der udsprang af folkeskolereformen 2014.
Det er kommunernes it-fællesskab KOMBIT, der står for udbud og projektledelse af Aula, mens it-virksomheden Netcompany skal udvikle den, efter at de vandt udbuddet, som fandt sted i første halvår af 2017. Aula vil blive bygget på den eksisterende løsning Frog, som blandt andet har stor udbredelse i England og Malaysia, men vil blive tilpasset danske forhold. Også virksomhederne Advice og EduLab er involveret i at udvikle Aula.